# Chrysler Europe
 (mai 2024).
Si vous disposez d'ouvrages ou d'articles de référence ou si vous connaissez des sites web de qualité traitant du thème abordé ici, merci de compléter l'article en donnant les références utiles à sa vérifiabilité et en les liant à la section « Notes et références ».
Chrysler Europe était la division européenne du constructeur américain d'automobiles Chrysler Corporation. Il a été formé à partir du rachat et de la fusion des constructeurs français Simca, anglais Rootes et espagnol Barreiros SA. La division Chrysler Europe fut opérationnelle entre 1967 et 1979.

## Histoire
Le constructeur américain Chrysler Coporation n'avait jamais eu beaucoup de succès sur les marchés automobiles des pays en dehors de l'Amérique du Nord. Ceci contrastait avec ses deux concurrents nationaux Ford Motor Company qui disposait de nombreuses filiales dans le monde et General Motors qui se vantait de ses succès en Europe avec Opel, Vauxhall et les camions Bedford, et en Australie avec Holden.
Chrysler se concentra tout d'abord sur la France et approcha la famille Peugeot pour lui proposer le rachat de leur firme automobile, sans succès. En 1958, Simca apparut être une proie plus accessible, ses actions étant détenues par Fiat (85%) et Ford (15%) : Chrysler racheta à son compatriote Ford les 15 % qu'il avait acquis dans Simca lors de la vente de sa filiale française Ford-SAF en 1954. Il engagea ensuite d'âpres négociations avec Fiat qui était l'actionnaire principal de Simca. Fiat qui visait le rachat de Citroën céda une première tranche de Simca en 1963, 48 %. Chrysler disposait alors du contrôle de Simca avec 63 % du capital,. Par contre, Chrysler ne put pas mettre la main sur les camions Unic, filiale de Simca conservée par Fiat V.I..
Convaincu que le général de Gaulle maintiendrait son engagement de ne pas bloquer la vente de Citroën, Gianni Agnelli céda la totalité de ses parts dans Simca. Malheureusement, la vente fut bloquée par une action politique peu appréciée du monde des affaires étrangers mais applaudie à l'époque en France.
En 1961 la Chrysler Corporation cibla l'Allemagne et offrit 200 millions de marks à Carl Borgward pour lui reprendre son entreprise, alors en délicatesse avec les banques, qui refusa sans façon.
En 1963, Chrysler vient au secours d'Eduardo Barreiros qui a des difficultés financières avec sa société. Chrysler l'aide en échange d'une participation de 35 % dans le constructeur espagnol Barreiros SA qui montera à 40 % en 1965.
À partir de 1977, la participation de Chrysler dans Barreiros SA était de 77 %. Le constructeur espagnol est devenu une des composantes de Chrysler Europe en 1969.
Après avoir échoué à acquérir une participation dans le constructeur de véhicules industriels britannique Leyland en 1962, Chrysler achète 30 % de Rootes Group en 1964.
Rootes sera officiellement repris en totalité par Chrysler en 1967.

Après ces rachats, en 1970, Rootes a été rebaptisé Chrysler UK Ltd et Simca est devenu Chrysler France.

## Les Marques
Bien que les marques d'origine aient été conservées dans un premier temps, à partir de 1975 les voitures britanniques ont été badgées Chrysler, tandis que la marque Simca a été maintenue sur les versions françaises mais avec le logo Pentastar de Chrysler. Sur certains marché étrangers, les voitures étaient commercialisées sous la marque Chrysler-Simca. Chrysler a utilisé la marque Dodge pour les véhicules utilitaires produits par Simca et Rootes. Dans certains pays, comme l'Espagne, les marques Dodge et Simca ont été utilisées pour d'autres véhicules, des modèles Barreiros de camions et autobus conçus pour le marché local ainsi que des véhicules d'origine américaine assemblés localement en CKD ou des versions locales de voitures Simca.
La société a systématiquement retiré les anciennes marques du groupe Rootes comme Hillman, Humber ou Sunbeam pour les remplacer par Chrysler, mais a longtemps conservé Simca, présent aussi en Espagne et au Brésil. En 1969, Chrysler Europe signe un accord avec le groupe français d'ingénierie Matra Automobiles pour développer conjointement des voitures de sport Matra et les commercialiser à travers le réseau des concessionnaires Simca sous la marque Matra-Simca. À la suite du lancement en 1970 de l'Avenger (en), Chrysler a limité ses investissements et a montré peu d'intérêt dans le développement de Rootes en raison de retard technologique pris par le constructeur. Chrysler se concentra plutôt sur les modèles à traction avant, comme ceux développés par Simca.

## Les nouveaux modèles Chrysler Europe
La première Chrysler européenne fut la Chrysler 180, lancée en 1970. la 180 est le résultat de la combinaison de deux projets qui ont déjà été mis au point indépendamment par Rootes et Simca.
Le designer automobile britannique Roy Axe, qui avait commencé sa carrière chez Rootes, eut la responsabilité de l'unification des modèles de la nouvelle gamme européenne à partir de la Simca 1307 à hayon de 1975, vendue au Royaume-Uni sous le label Chrysler Alpine. Ce modèle a été élu voiture de l'année 1976. Trois ans plus tard, la petite Simca-Talbot Horizon a également remporté le prix, juste devant la Fiat Ritmo.
En 1977, Chrysler lance sur le marché britannique uniquement, la Chrysler Sunbeam, une petite citadine trois portes avec hayon qui remplaçait avantageusement la Hillman Imp et son moteur à l'arrière.
Chrysler a lancé ses bureaux d'études sur la conception de la remplaçante de la 180, qui sera la Talbot Tagora lancée en 1980 sous la propriété de Peugeot.

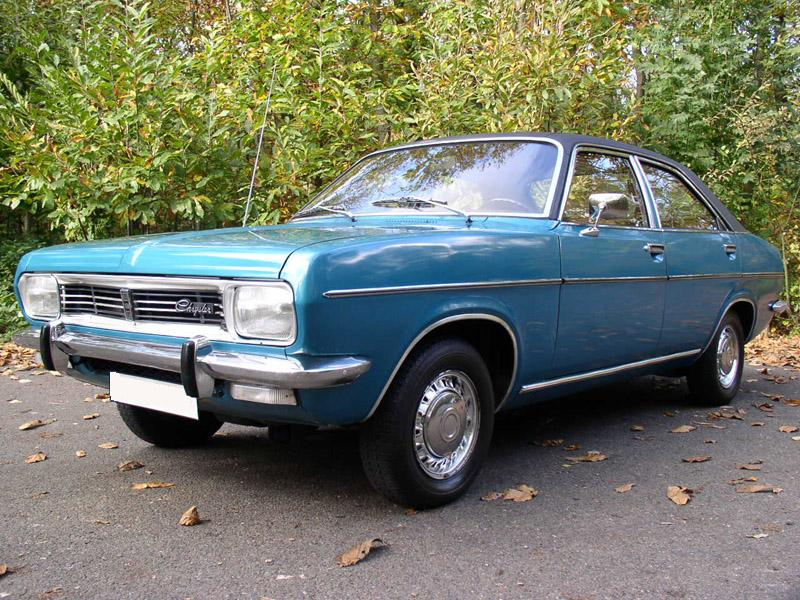
Chrysler 180 (1970)
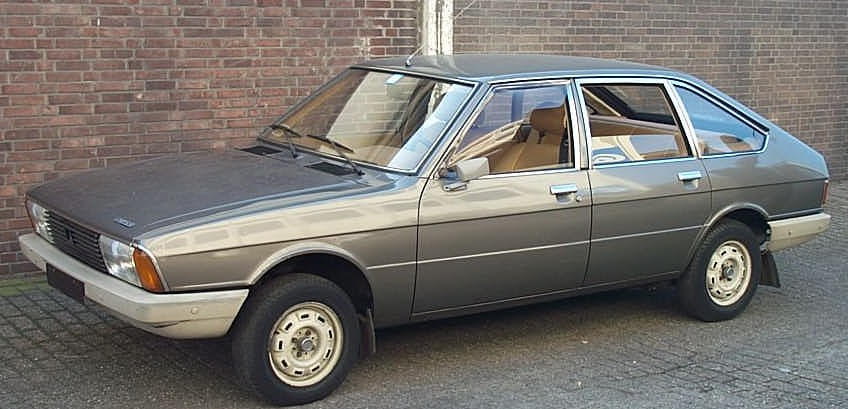
Chrysler Alpine (1975)
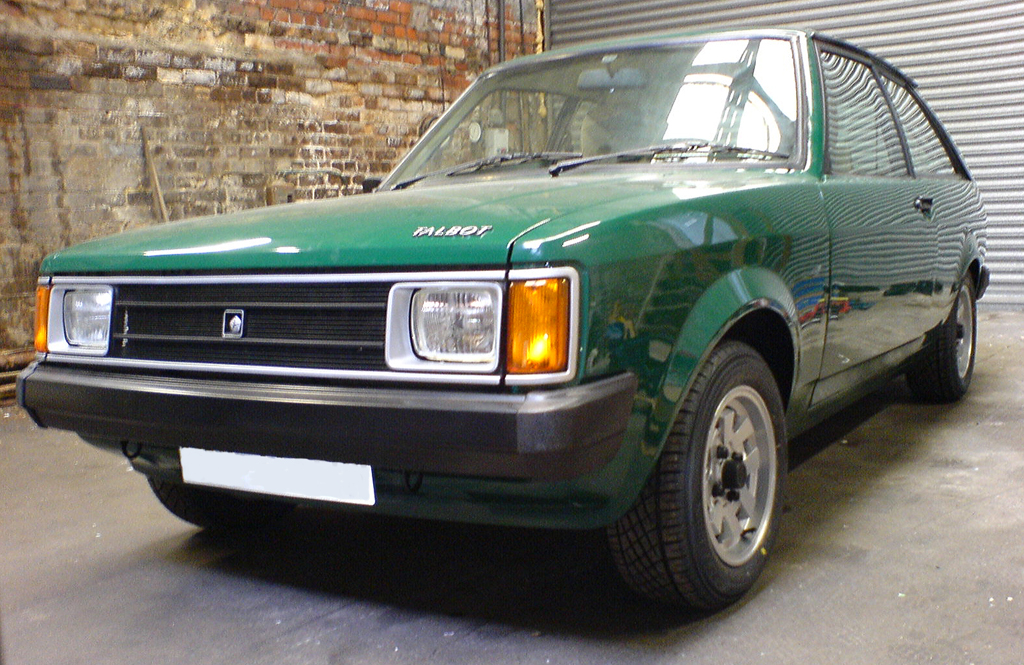
Chrysler Sunbeam (1977)
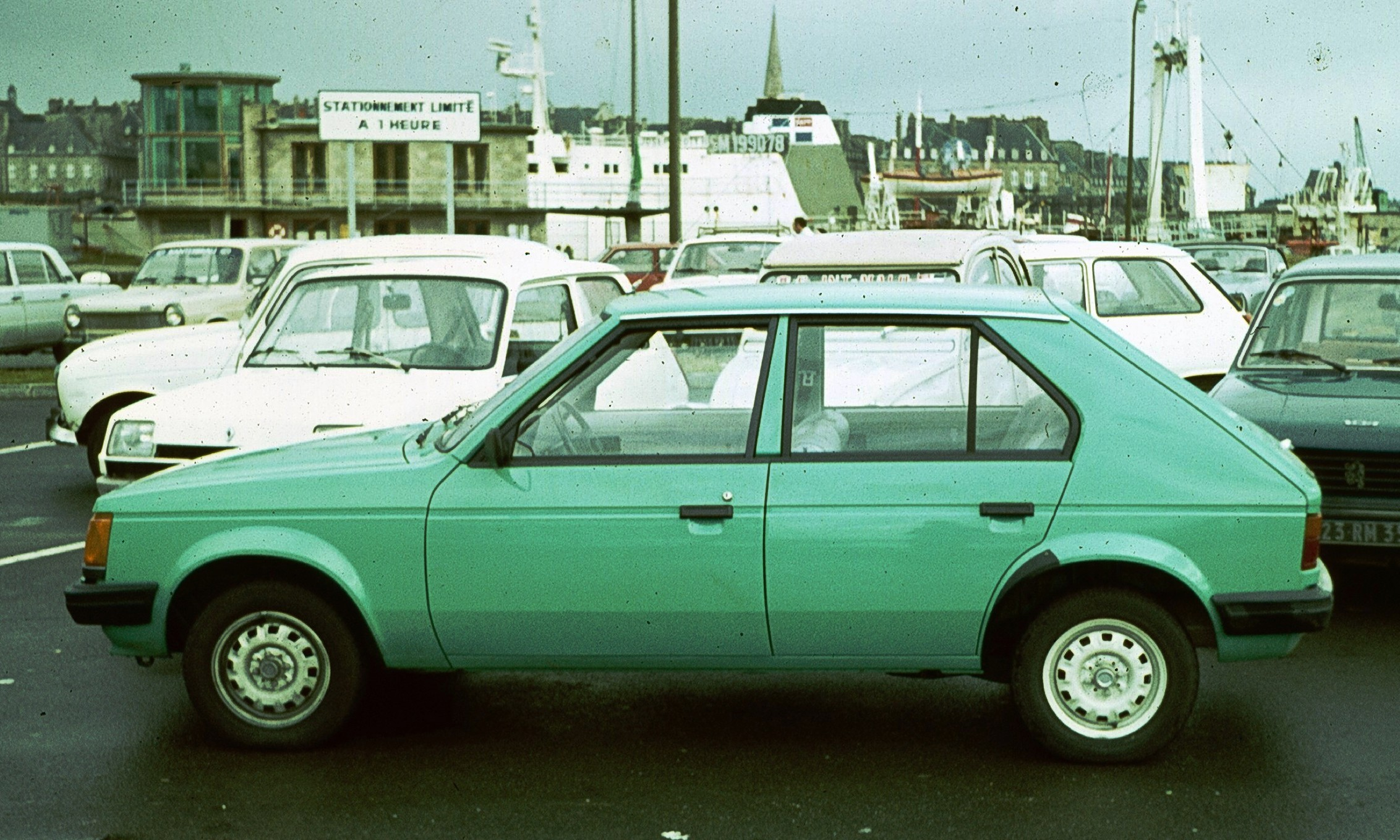
Chrysler Horizon (1978)

## Usines
Chrysler UK disposait de plusieurs usines à Coventry, y compris l'usine d'assemblage de Ryton-on-Dunsmore, l'usine de moteurs de Stoke Aldermoor, la conception, l'ingénierie et le développement étaient regroupés sur les sites de Whitley et Hills. Les matières plastiques provenaient de l'usine de Canterbury Street. Il y avait également un site de montage à Linwood en Écosse.

## Le déclin et la vente à Peugeot
Voir aussi Talbot.

Une confusion entre les marques rendait difficile la vente de modèles Simca et Rootes. Chrysler Europe n'a jamais réussi à dégager le moindre bénéfice même si Simca a toujours été bénéficiaire en France. Ce sont les secteurs malades de Rootes qui ont certainement accéléré la chute définitive de l'entreprise. Connaissant aussi de graves difficultés financières en Amérique, Chrysler était au bord de la faillite. Le nouveau PDG de la société, Lee Iacocca, avait montré peu d'intérêt pour le marché européen dès sa prise de fonctions, tout comme il l'avait fait lors de son passage chez Ford Motor Company. Il n'a pas perdu de temps en se débarrassant de ces coûteuses filiales européennes.
En 1978, Chrysler Europe est vendue pour une valeur de 1 petit US$ au français PSA Peugeot Citroën, qui prend en charge toutes les dettes de la division, les usines et la gamme de produits, y compris les anciens modèles Chrysler britanniques et Simca en France. PSA choisit d'utiliser une marque unique en ressuscitant Talbot. À la suite du rachat par PSA Peugeot-Citroën, le siège est transféré à Poissy.
Après à peine huit ans, le constructeur français abandonne la marque Talbot dans le secteur des voitures particulières en raison de la chute catastrophique des ventes, mais la conserve pour les véhicules utilitaires sur le marché britannique jusqu'en 1992. La voiture destinée à succéder à la Chrysler Horizon est baptisée, contre toute logique, Peugeot 309 lors de son lancement à la fin de l'année 1985.
En 1983, Peugeot vend sa participation dans Matra Automobiles ainsi que l'étude de conception d'un MPV menée avec Chrysler, à Renault qui en fera le Renault Espace. Comme Peugeot n'a jamais porté le moindre intérêt pour les véhicules utilitaires lourds, les constructeurs de camions Dodge et Barreiros SA sont revendus à Renault V.I. L'usine Rootes de Dunstable en Angleterre a arrêté la fabrication de camions avec le Renault Midliner, au milieu des années 1990. En 2009, le personnel Renault Trucks (RVI), est complètement intégré dans Volvo Trucks, propriétaire de la marque depuis 2001. L'ancienne usine a été démolie depuis lors.
Chrysler a toutefois conservé tous les droits sur le modèle Hillman Avenger ainsi que sur la version américaine de l'Horizon. Peugeot a donc été contraint de conserver le logo Chrysler « Pentastar » (étoile à cinq branches) sur la Simca-Talbot Horizon. Chrysler aurait voulu lancer la production de la voiture en Argentine lorsque les ventes européennes ont pris fin en 1981. La version américaine de l'Horizon a continué à être produite aux États-Unis sous les labels Plymouth Horizon et Dodge Omni jusqu'en 1990, trois ans après le dernier modèle européen.
Les anciennes usines d'assemblage Simca de Poissy et Rootes de Ryton-on-Dunsmore ont poursuivi leur activité sous la direction de Peugeot. L'usine Rootes de Linwood en Écosse sera victime du rachat par le constructeur français et fermera ses portes en 1981. L'ancienne usine Rootes de Ryton sera fermée en décembre 2006. La production de la Peugeot 206, qui y était fabriquée depuis l'été 1998, a été délocalisée en Slovaquie. Depuis 1985, l'usine avait aussi fabriqué les modèles Peugeot 309, Peugeot 405 et Peugeot 306. L'usine a depuis été démolie. L'ancien site de recherche et développement Rootes de Whitley a été vendu à Jaguar (automobile) en 1986 et est devenu le siège social actuel de Jaguar & Land Rover, deux constructeurs rachetés par l'indien Tata Motors. L'ancien site Simca de Poissy a également prospéré. Il produit aujourd'hui des Peugeot 208 et des Citroën C3, DS3.